# Chris DeGarmo
Christopher Lee DeGarmo (ur. 14 czerwca 1963 w Wenatchee) – amerykański gitarzysta rockowy, znany głównie z występów w grupie Queensrÿche, której był członkiem w latach 1981–1998 oraz okazjonalnie w 2003 i 2007. Od momentu odejścia z zespołu jest w małym stopniu zaangażowany w przemysł muzyczny. Poza muzyką DeGarmo interesuje się również lotnictwem. Jest profesjonalnym pilotem.
W 2004 muzyk wraz z Michaelem Wiltonem został sklasyfikowany na 33. miejscu listy „100 najlepszych gitarzystów heavymetalowych wszech czasów” według magazynu Guitar World.

## Życiorys
Chris DeGarmo najbardziej znany jest z występów w progresywnym zespole Queensrÿche, którego członkiem był przez 17 lat (1981-1998). Z zespołem osiągnął największe sukcesy w swojej karierze muzycznej. W 1998 opuścił zespół. Przez lata tworzył duet kompozytorski wraz z gitarzystą Michaelem Wiltonem oraz wokalistą Geoffem Tate. DeGarmo był między innymi kompozytorem utworu "Silent Lucidity", który jest jednym z popularniejszych utworów w dorobku Queensrÿche. Powrócił do zespołu na krótko w 2003, aby nagrać album Tribe, oraz w 2007. W 2002 DeGarmo dołączył do supergrupy Spys4Darwin, w której znaleźli się także Vinnie Dombrowski, Mike Inez oraz Sean Kinney. Z zespołem zrealizował album EP Microfish. Ponadto wziął udział w trasie koncertowej Jerry’ego Cantrella, promującej album Degradation Trip, wydany w czerwcu 2002. Wystąpił także gościnnie w piosence „Anger Rising” zawartej na wspomnianym albumie.
18 lutego 2005 DeGarmo dołączył do pozostałych członków zespołu Alice in Chains, podczas charytatywnego koncertu dla ofiar Tsunami z 2004. W tym samym roku zajął się produkcją oraz aranżacją albumu Catch Without Arms grupy Dredg.

## Życie prywatne
Chris DeGarmo mieszka w Seattle wraz z żoną i dziećmi i pracuje na pełnym etacie jako pilot, posiada licencję Airline Transport Pilot.

## Dyskografia
Queensrÿche
- Queensrÿche (1983)
- The Warning (1984)
- Rage for Order (1986)
- Operation: Mindcrime (1988)
- Empire (1990)
- Operation: LIVEcrime (1991)
- Promised Land (1994)
- Hear in the Now Frontier (1997)
- Greatest Hits (2000)
- Classic Masters (2003)
- Tribe (2003)
- Sign of the Times (2007)

Jerry Cantrell
- Degradation Trip (2002)

Spys4Darwin
- Microfish (EP, 2003)

Alice in Chains
- Rainier Fog (2018, gościnnie)[4]